# Louis Nalpas
Louis Richard Hubert Nalpas, né le 3 novembre 1884 à Izmir (Turquie), à l'époque Smyrne (Empire ottoman), et mort le 17 juillet 1948 à Lézinnes (Yonne), est un producteur de cinéma français.
Il est le frère du producteur Alex Nalpas, le grand-oncle du réalisateur Mario Nalpas et le cousin germain de l'écrivain Antonin Artaud.

## Biographie
Fils d'un commerçant turc, Louis Nalpas travaille d'abord pour son père qui l'envoie le représenter dans plusieurs pays du Moyen-Orient et en Europe. En 1909 il arrive ainsi à Paris et va rapidement conclure avec l'Agence Générale Cinématographique Astaix, Kastor et Lallemand un contrat pour exporter des films en Orient, puis il songe rapidement à concevoir lui-même ces films pour répondre plus précisément à la demande.
Par son activité il est en relation avec la société de production Le Film d'Art, et Charles Delac lui en confie bientôt le poste de secrétaire général. Lorsque la guerre éclate, Delac est mobilisé et Nalpas est nommé directeur, avec l'ambition de produire lui-même des films,.
Après la guerre, il devient directeur artistique de la Société des Cinéromans, puis s'installe à Nice, dans le quartier résidentiel de Cimiez, et y crée une nouvelle société de production, Les Films Louis Nalpas, avec la villa Liserb transformée en studio de tournage. Plus tard, il crée avec Serge Sandberg un autre studio, le Ciné-Studio, sur le domaine de Studios de la Victorine, composé de plusieurs plateaux de tournage,,.

## Filmographie partielle
- 1912 : La Dame aux camélias d'André Calmettes et Henri Pouctal
- 1914 : L'Infirmière d'Henri Pouctal
- 1915 : L'Énigme de dix heures d'Abel Gance
- 1915 : L'Héroïsme de Paddy d'Abel Gance
- 1915 : La Fleur des ruines d'Abel Gance
- 1915 : La Folie du docteur Tube d'Abel Gance
- 1915 : Strass et Compagnie d'Abel Gance
- 1915 : Un drame au château d'Acre d'Abel Gance
- 1916 : Ce que les flots racontent d'Abel Gance
- 1916 : La Source de beauté d'Abel Gance
- 1916 : Le Fou de la falaise d'Abel Gance
- 1916 : Le Périscope d'Abel Gance
- 1916 : Les Gaz mortels d'Abel Gance
- 1917 : La Zone de la mort d'Abel Gance
- 1917 : Barberousse d'Abel Gance
- 1917 : Mater dolorosa d'Abel Gance
- 1917 : Le Droit à la vie d'Abel Gance
- 1918 : Ecce homo d'Abel Gance
- 1918 : La Dixième Symphonie d'Abel Gance
- 1918 : Les Bleus de l'amour d'Henri Desfontaines
- 1919 : La Sultane de l'amour de Charles Burguet et René Le Somptier
- 1921 : Mathias Sandorf d'Henri Fescourt
- 1923 : Vidocq de Jean Kemm
- 1925 : Les Misérables d'Henri Fescourt
- 1925 : Fanfan-la-Tulipe de René Leprince
- 1925 : Le Mariage de Rosine de Pierre Colombier
- 1927 : La Petite Chocolatière de René Hervil
- 1929 : Monte Cristo d'Henri Fescourt
- 1930 : Le Capitaine Jaune de A. W. Sandberg
- 1931 : L'Ensorcellement de Séville de Louis de Carbonnat
- 1931 : Mon béguin de Hans Behrendt
- 1937 : Le Roman de Renard de Ladislas Starewitch et Irène Starewitch

## Distinctions
- Chevalier de la Légion d'honneur au titre du ministère des Affaires étrangères pour service rendus à l'expansion française à l'étranger (décret du 18 juin 1926).